# Anctoville
Anctoville är en kommun i departementet Calvados i regionen Normandie i norra Frankrike. Kommunen ligger i kantonen Caumont-l'Éventé som ligger i arrondissementet Bayeux. År 2018 hade Anctoville 1 083 invånare.

## Befolkningsutveckling
Antalet invånare i kommunen Anctoville
Referens: INSEE